# 驾鹤书院
驾鹤书院位于广西壮族自治区柳州市驾鹤小桃园内，始建于南宋，是广西最早的书院。

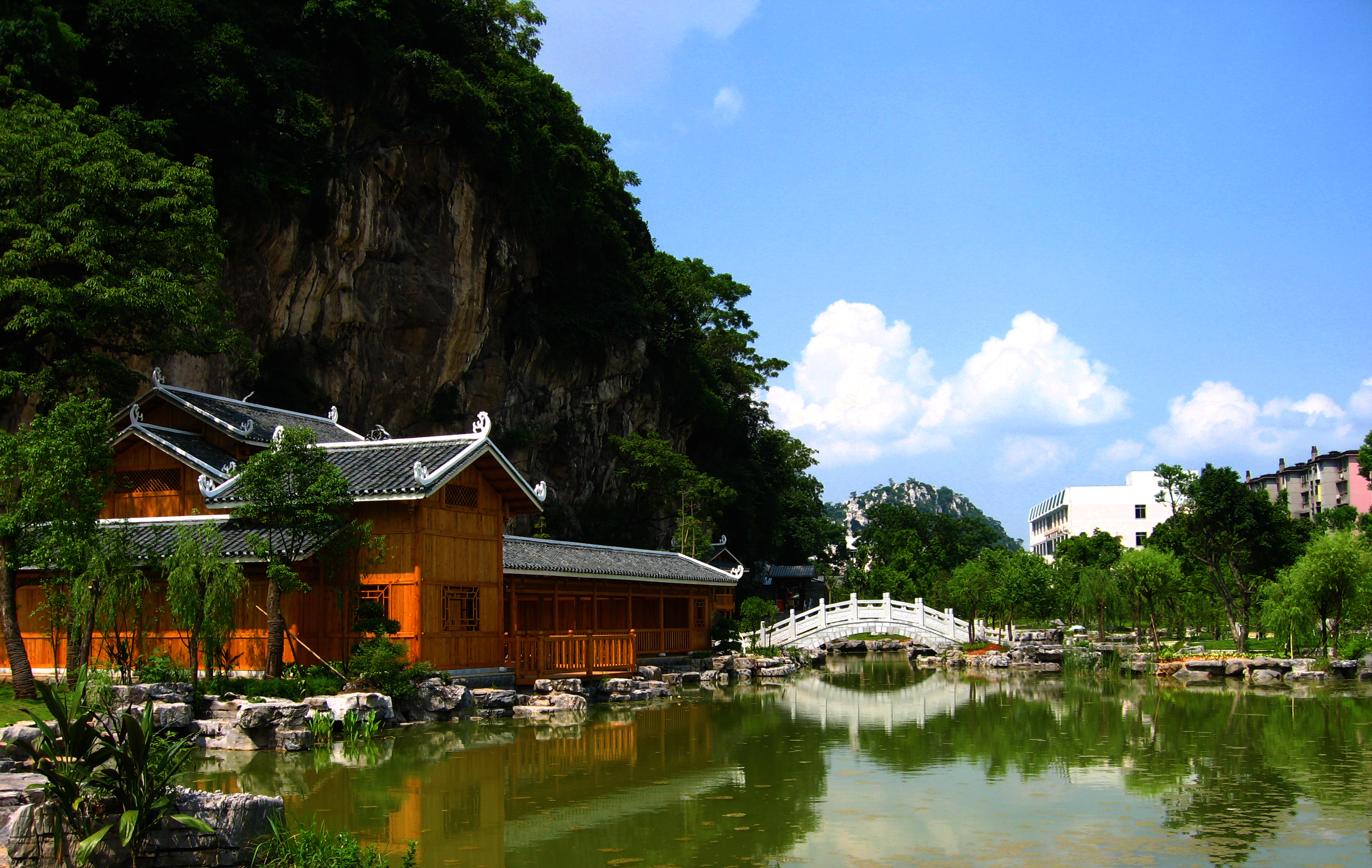
驾鹤书院

驾鹤书院是古时“观书论诗”的重要场所，在柳州甚至广西的书院史、教育史、文化史上享有极高的地位，在历史上颇负盛名。近年柳州修建驾鹤小桃源公园，驾鹤书院作为重点景观得以重建。